# Bor (stacja kolejowa)
Bor – stacja kolejowa w Borze, w kraju pilzneńskim, w Czechach. Położona jest na wysokości 475 m n.p.m.
Na stacji istnieje możliwość zakupu biletów na wszystkiego rodzaju pociągi oraz rezerwacji miejsc.

## Linie kolejowe
- 178 Svojšín - Bor
- 184 Domažlice - Planá u Mariánských Lázní